# Dilana
Dilana Smith (nacida como Dilana Jansen van Vuuren el 10 de agosto de 1972) es una cantante, compositora y actriz surafricana residente en Los Ángeles, California. Ganó reconocimiento en el programa de telerrealidad de la CBS Rock Star: Supernova. Fue cantante de la banda L.A. Guns (versión liderada por el guitarrista Tracii Guns) por un breve periodo de tiempo en el 2011. 

## Biografía
Dilana Jansen van Vuuren nació en Johannesburgo, Sudáfrica, el 10 de agosto de 1972. Su apellido cambió a Smith cuando tenía dos años de edad al casarse su madre con su padrastro, quien la adoptó legalmente. Empezó a interesarse en el canto desde muy joven, participando en concursos y haciendo parte del coro de la iglesia. Tiempo después se trasladó a Holanda, donde formó su propia banda y logró cierto éxito en la escena local. Grabó su primer álbum en el año 2000, titulado Wonderfool. Tras conseguir algo de reconocimiento por la producción, participó en un festival en Bélgica donde compartió escenario con artistas y bandas como Joe Cocker y Stuff, K's Choice y Heather Nova ante más de 100.000 personas. También realizó una presentación musical en los Juegos Olímpicos de Sídney.
Participó en el reality show de la CBS Rock Star: Supernova, donde fue una de las finalistas. El concurso finalmente sería ganado por el concursante Lukas Rossi. Al finalizar el programa, el guitarrista y miembro del jurado Gilby Clarke reveló que Lukas Rossi venció a Dilana porque hizo que su música sonara como una banda, mientras Dilana sonó como una solista, con la banda Rock Star Supernova como simple acompañante." Luego de su experiencia en Rock Star, Dilana grabó dos álbumes como solista: Inside Out (2009) y Beautiful Monster (2013).
Comenzó a incursionar como actriz en 2009. Ganó el premio "Mejor actriz" en el Festival Internacional de Cine Action On Film y ganó el premio "Mejor actriz" y el premio "Mejor banda sonora" en el American International Film Festival por las 9 canciones que compuso e interpretó para Angel Camouflaged.
También participó en la séptima temporada de The Voice Holland, (2016-2017) donde pasó las etapas Blind Audition y The Battle Rounds, pero se enfermó y abandonó el programa luego de la presentación de The Knockout con la canción "It Must Have Been Love".

## Discografía

### Álbumes de estudio
| Año  | Detalles | Posición en las listas |
| Año  | Detalles | PB                     |
| ---- | --- | ---------------------- |
| 2000 | Wonderfool - Publicación: 5 de septiembre de 2000 - Sello: Red Bullet - Formato: CD                          | 62                     |
| 2009 | Inside Out - Publicación: 17 de noviembre de 2009 - Sello: Kabunk Records - Formato: Digital                 |                        |
| 2013 | Beautiful Monster - Publicación: 10 de agosto de 2013 - Sello: Rusty Harp Records - Formato: CD, digital     |                        |
| 2016 | Dilana / Angel Camouflaged - Publicación: febrero de 2016 - Sello: Rusty Harp Records - Formato: CD, digital |                        |

### Sencillos
- Dancing in the Moonlight (1996)
- Do You Now (2000)
- To All Planets (2000)
- The Great Escape (2000)
- Roxanne (2006)
- Killer Queen (2006)
- Holiday (2007)